# 칼라쉬인
칼라샤인(칼라샤어: کالؕاشؕا) 또는 칼라쉬인은 파키스탄 카이베르파크툰크와주의 치트랄구에 거주하는 인도아리아계 원주민이다.
그들은 파키스탄인 사이에서 독특한 종교 집단으로 여겨진다. 그들은 또한 파키스탄에서 가장 작은 민족 종교 집단으로 여겨지며, 저자들이 애니미즘의 한 형태로 특징짓는 것을 전통적으로 실천하고 있다. 20세기 중반에 파키스탄의 칼라샤 마을 몇 곳을 이슬람교로 개종시키려는 시도가 있었지만, 이들은 개종에 반대했고, 공식적인 압력이 사라지자 대다수 사람들이 다시 자신들의 종교를 믿기 시작했다. 그럼에도 불구하고, 일부 칼라샤인들은 이슬람교로 개종했지만, 이후 이슬람교로 개종했다는 이유로 그들의 공동체로부터 외면을 받았다.
이 용어는 바이족, 치마니셰이족, 반테족, 아쉬쿤어족, 트레가미어족을 포함한 많은 뚜렷한 사람들을 지칭하기 위해 사용된다. 칼라쉬인은 아시아의 원주민으로 간주되며, 그들의 조상은 아마도 더 남쪽에 있는 다른 위치에서 치트랄 계곡으로 이주해 왔다. 칼라쉬는 민요와 서사시에서 이를 "트시얌"이라고 부른다. 그들은 알렉산드로스 대왕의 원정에서 남겨진 그리스 군대의 후손이라고 주장하지만, 그가 그 지역을 통과했다는 증거는 없다. 그들은 또한 간다라인의 후손으로 여겨지기도 한다.
아프가니스탄과 인접한 누리스탄(역사적으로 카피리스탄으로 알려져 있음) 지방에 사는 이웃 민족인 누리스탄인은 한때 동일한 문화를 가졌고 몇 가지 사소한 차이점을 제외하면 칼라쉬인과 매우 유사한 신앙을 가졌다.
역사적으로 최초로 기록된 이슬람의 영토 침입은 11세기에 가즈나 왕조에 의해 이루어졌지만, 이들은 티무르의 침략 기간인 1339년에 처음으로 존재가 문증된다. 누리스탄주는 1895~96년에 강제로 이슬람교로 개종했지만 일부 증거에 따르면 누리스탄인들은 계속해서 자신들의 관습을 따르고 있었다. 반면 치트랄의 칼라쉬인들은 그들만의 분리된 문화적 전통을 유지해 왔다.

## 같이 보기
- 훈자족

## 서지
- Raza, M. Hanif (1998). 《Heavens of Hindukush》. Colorpix. 123쪽. ISBN 9789698010133.
- Böck, Monika; Rao, Aparna, 편집. (2000). 《Culture, Creation, and Procreation: Concepts of Kinship in South Asian Practice》. Berghahn Books. 277쪽. ISBN 978-1-57-181912-3.
- Lines, Maureen (2003). 《The Last Eden》. Alhamra. 311쪽. ISBN 978-9-69-516126-5.
- Lines, Maureen (1996). 《The Kalasha People of North-Western Pakistan》. Emjay Books International. 49쪽.
- Cacopardo, Augusto S. (2016) Pagan Christmas. Winter Feasts of the Kalasha of the Hindu Kush. Gingko Library. London.
- Decker, Kendall D. (1992). 《Languages of Chitral》. National Institute of Pakistan Studies, Quaid-i-Azam University. ISBN 978-969-8023-15-7.
- Morgenstierne, Georg (2007) [1926]. 《Report on a Linguistic Mission to Afghanistan.》. Instituttet for Sammenlignende Kulturforskning, Oslo. Serie C I-2. Bronx, NY: Ishi Press International. ISBN 978-0-923891-09-1.
- Denker, Debra (October 1981). “Pakistan's Kalash People”. 《National Geographic》: 458–473.
- Sir George Scott Robertson, 1896. The Kafirs of The Hindu-Kush, London: Lawrence & Bullen Ltd.
- Georg Morgenstierne Report on a Linguistic Mission to North-Western India ISBN 978-0-923891-14-5
- Georg Morgenstierne, 1973. Indo-Iranian Frontier Languages, Vol. IV: The Kalasha Language. Oslo.
- Georg Morgenstierne, 1947. The spring festival of the Kalash Kafirs.In: India Antiqua. Fs. J.Ph. Vogel. Leiden: Brill, pp 240–248
- Trail, Gail H, Tsyam revisited: a study of Kalasha origins. In: Elena Bashir and Israr-ud-Din (eds.), Proceedings of the second International Hindukush Cultural Conference, 359–76. Hindukush and Karakoram Studies, 1. Karachi: Oxford University Press (1996).
- Parkes, Peter (1987). "Livestock Symbolism and Pastoral Ideology among the Kafirs of the Hindu Kush." Man 22:637-60.
- D. Levinson et al., Encyclopedia of world cultures, MacMillan Reference Books (1995).
- Rao, Aparna; Böck, Monika (2000). 《Culture, Creation, and Procreation: Concepts of Kinship in South Asian Practice》. Berghahn Books. ISBN 978-1-57181-911-6.
- Viviane Lièvre, Jean-Yves Loude, Kalash Solstice: Winter Feasts of the Kalash of North Pakistan, Lok Virsa (1988)
- Ali, Shaheen Sardar; Rehman, Javaid (2001). 《Indigenous Peoples and Ethnic Minorities of Pakistan: Constitutional and Legal Perspectives》. Curzon. ISBN 9780700711598.
- Paolo Graziosi, The Wooden Statue of Dezalik, a Kalash Divinity, Chitral, Pakistan, Man (1961).
- Maraini Fosco, Gli ultimi pagani, Bur, Milano, 2001.
- M. Witzel, The Ṛgvedic Religious System and its Central Asian and Hindukush Antecedents. In: A. Griffiths & J.E.M. Houben (eds.). The Vedas: Texts, Language and Ritual. Groningen: Forsten 2004: 581–636.
- Mytte Fentz, The Kalasha. Mountain People of the Hindu Kush. Rhodos Publishers, Copenhagen 2010. ISBN 9788772459745.
- Religion as a Space for Kalash Identity: A Case Study of Village Bumburetin Kalash Valley, District Chitral, Dr. Anwaar Mohyuddin